# Норвежцы
Норве́жцы (норв. nordmenn) — северогерманский народ и нация, основное население Норвегии. Количество норвежцев в мире составляет более 10 миллионов человек. Основной язык — норвежский. Большинство норвежцев являются прихожанами Церкви Норвегии, входящей во Всемирную лютеранскую федерацию.

## История
Норвежцы в основном являются потомками древнегерманских племён, заселивших Скандинавию ещё до начала нашей эры, таких как: ругии, ауганды, грании, ранрикии, раумы, трёнды и др. Они селились на изрезанных фьордами южном и западном побережьях, а с 874 года местом их заселения стала также Исландия. Викинги из Норвегии оставили свои следы во многих частях Европы, таких как Нормандия, Британия и Сицилия.

## Язык
Норвежский язык относится к северогерманским. В отличие от датского и шведского, образовавшихся из восточной ветви древнескандинавского, древненорвежский язык развился на основе западных диалектов древнескандинавского, обособившись раньше, чем разделились шведский и датский языки.
За время длительной унии с Данией (1380—1814 гг.) в Осло и западных портовых городах древненорвежский язык испытывал сильное влияние датского, в то время как восточнонорвежские и горные диалекты больше подпадали под влияние шведского.
В настоящий момент существуют два главных диалекта, разделённых Скандинавскими горами: западный с 26 поддиалектами и восточный с 5 поддиалектами или четыре (у некоторых исследователей — пять или шесть) региональных группы диалектов.
С целью отмежевания от датского языка националистически настроенные лингвисты в середине XIX века разработали на основе языка крестьян, ландсмола, новонорвежский литературный язык нюношк, который несколько ближе к шведскому. Ему противопоставлен норвегизированный вариант прежнего датского «державного языка», распространенный в середине XIX века в окрестностях Осло, из которого возник букмол — основной литературный язык норвежцев. Им пользуются примерно 85 % норвежцев, и лишь 15 % используют нюношк как литературный. Несмотря на это, оба варианта — равноправные государственные языки Норвегии.